# Odontolytes domingo
Odontolytes domingo är en skalbaggsart som beskrevs av Zdzisława Stebnicka 2002. Odontolytes domingo ingår i släktet Odontolytes och familjen Aphodiidae. Inga underarter finns listade i Catalogue of Life.